# Nava „Voineasa”
Nava Voineasa a fost construită la Șantierul Naval 2 Mai în 1992. 

Din 1993 și până în 2007 i-a fost schimbat numele în Kavo Maleas și a fost trecută sub pavilion maltez în contract de bare-boat, cu un armator grec.

A revenit în țară în 2008 și a fost botezată Ileana, nume sub care nu a navigat niciodată.
- Lungime: 172 m
- Lățime: 24,80 m
- Pescaj: 14,10 m
- Capacitate: 25000 tdw
- Propulsie:  motor Bryansk de 8200 CP
- Companie: Petromin

În 2007, Petromin s-a asociat cu grupul austriac Voest Alpine, care ar fi trebuit să investească aproximativ 11 milioane de dolari pentru reabilitarea și repunerea în funcțiune a navei Voineasa. Însă firma austriacă nu a mai făcut această investiție.
În prezent (2011), nava se află în aceeași dană din portul Constanța Sud - Agigea, în stare avansată de degradare.